# متعدد اللوغاريتمات

في الرياضيات، يعد متعدد اللوغاريتمات (بالإنجليزية: Polylogarithm)‏، المعروف أيضًا باسم دالة جونكيير نسبة لألفريد جونكيير (Alfred Jonquière)، دالة خاصة Lis(z) من الرتبة s والمدخل z. فقط للقيم الخاصة لـ s ، يُخْتَزَلْ متعدد اللوغاريتمات إلى دالة ابتدائية مثل اللوغاريتم الطبيعي أو دالة كسرية. في الإحصاء الكمي، تظهر دالة متعدد اللوغاريتمات على أنها الشكل المغلق لتكاملات توزيع فيرمي-ديراك وتوزيع بوز-آينشتاين، وتُعرف أيضًا باسم تكامل فيرمي-ديراك أو تكامل بوز-آينشتاين على الترتيب. في الكهروديناميكا الكمية، يظهر متعدد اللوغاريتمات من الرتبة الطبيعية العدد في حساب العمليات التي تمثلها مخططات فاينمان عالية الرتبة.

دوال متعدد اللوغاريتمات في المستوي المركب
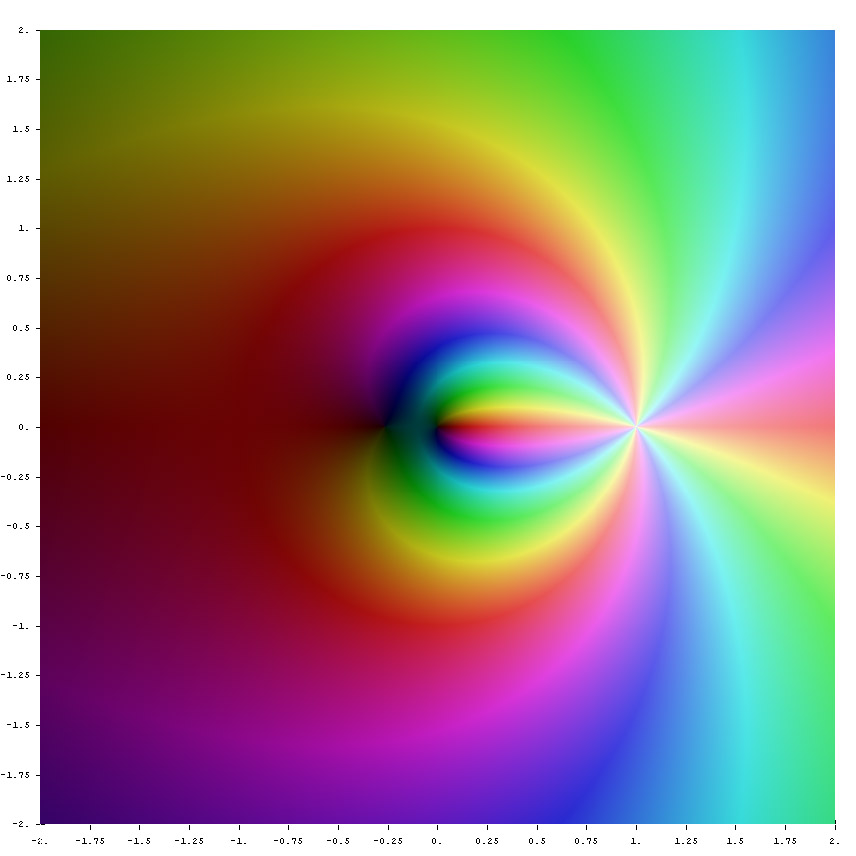
Li -3(z)
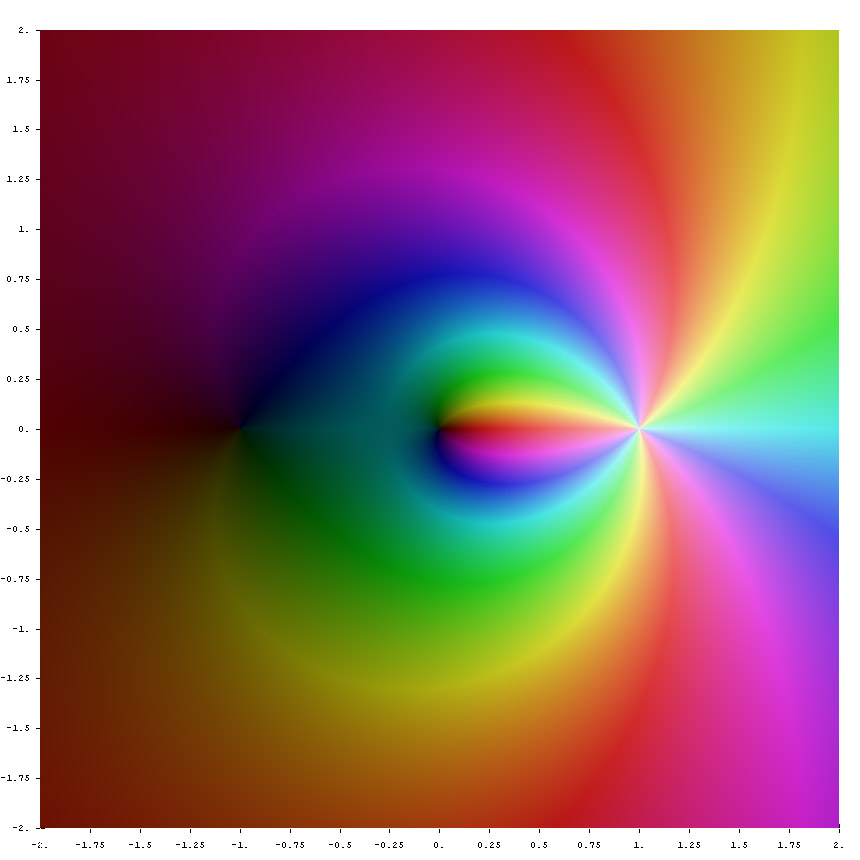
Li -2(z)
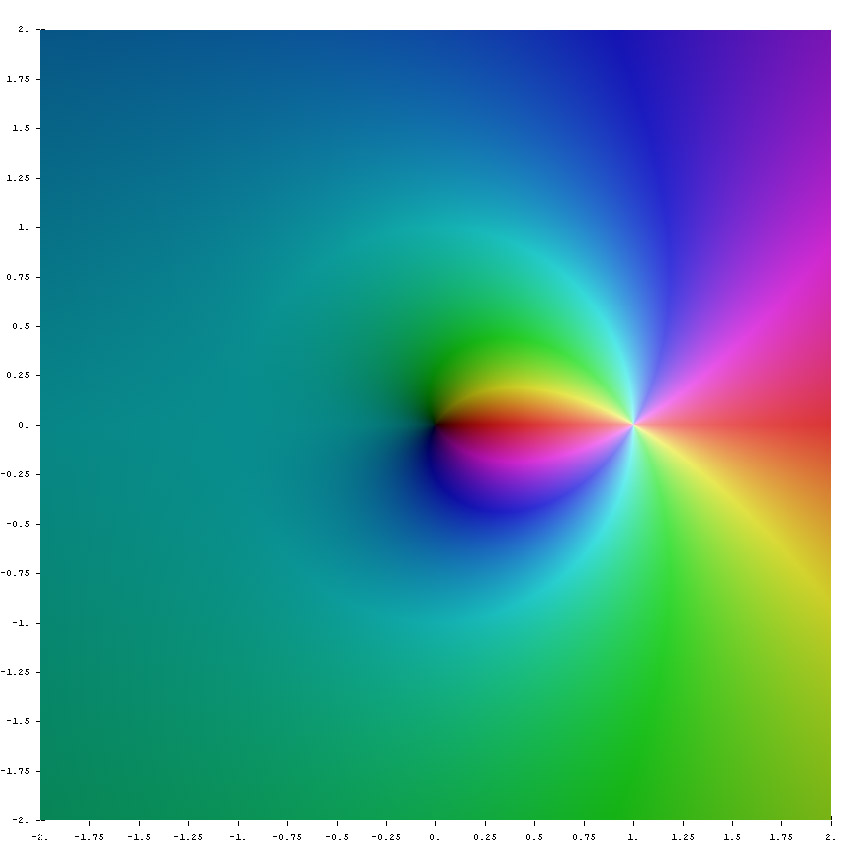
Li -1(z)
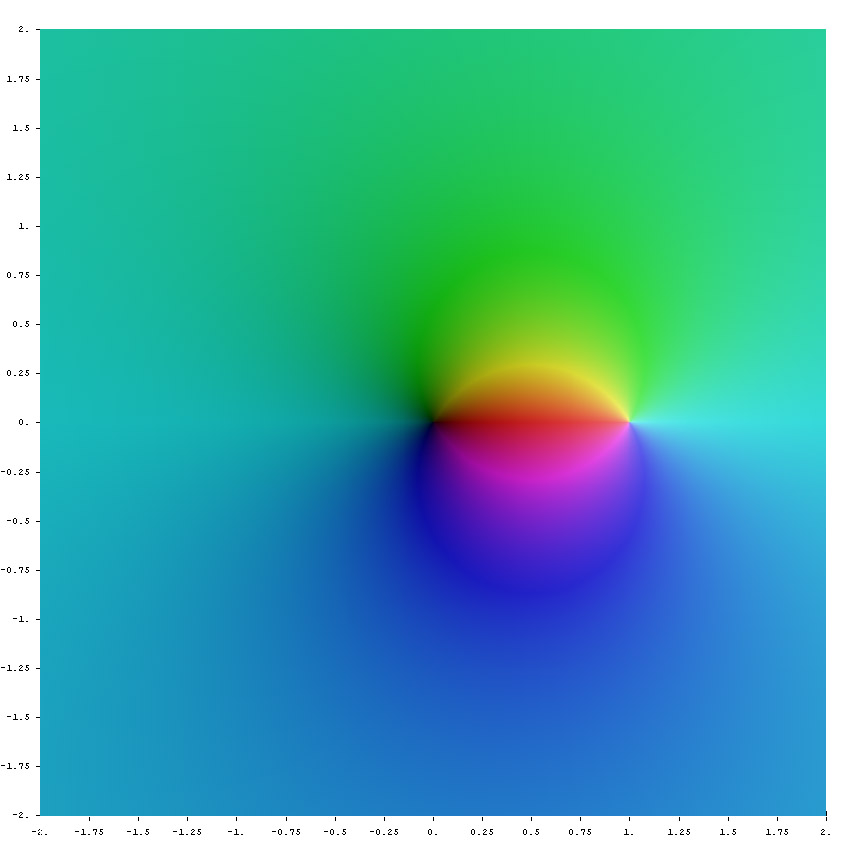
Li0(z)
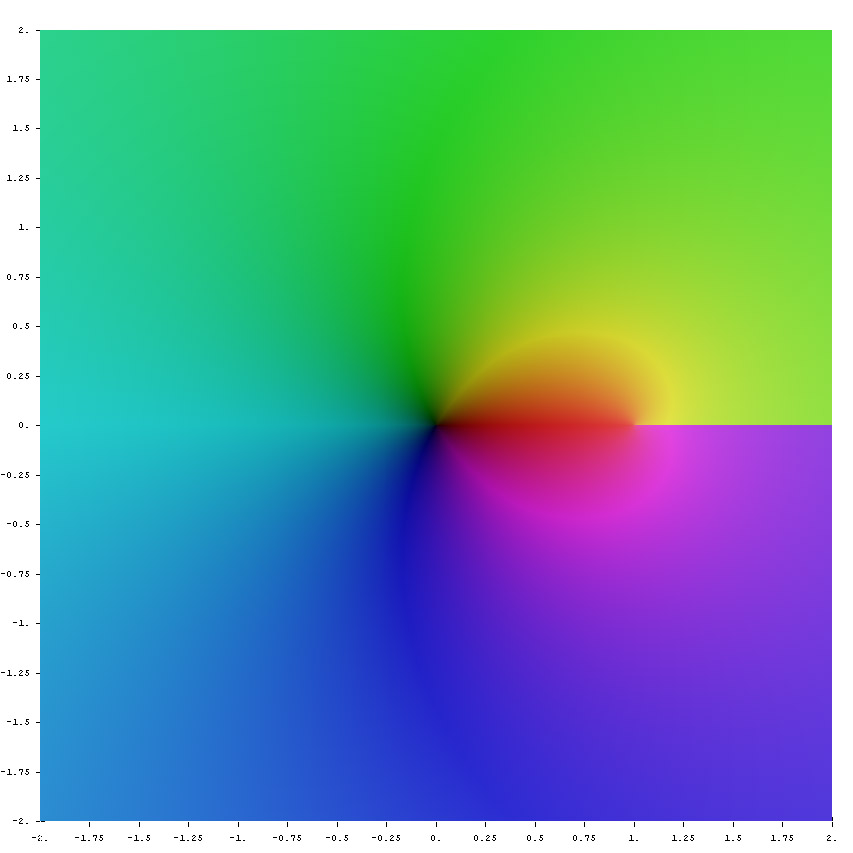
Li1(z)
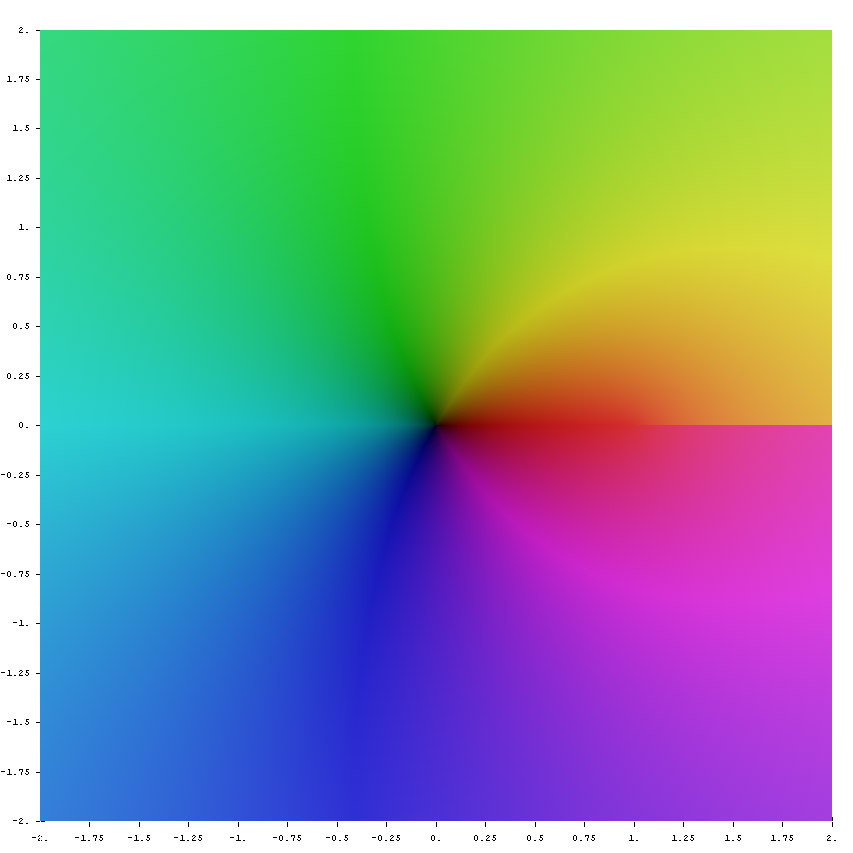
Li2(z)
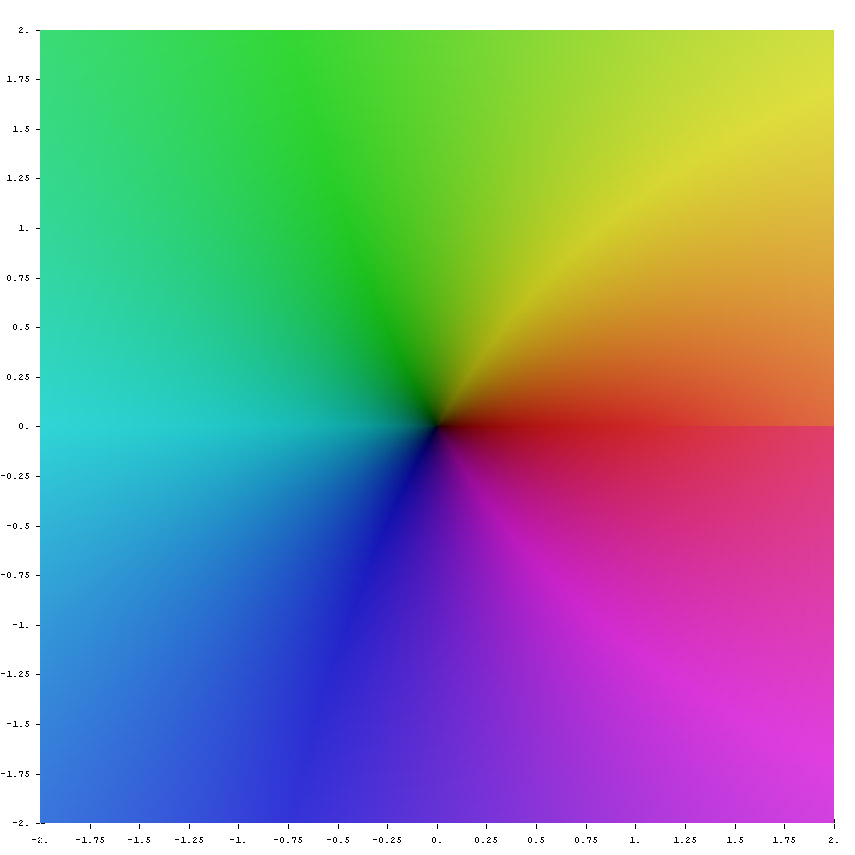
Li3(z)

تُعرَّف دالة متعدد اللوغاريتمات بمتسلسلة القوى بدلالة z، وهي أيضًا متسلسلة دركليه بدلالة s:
{\displaystyle \operatorname {Li} _{s}(z)=\sum _{k=1}^{\infty }{z^{k} \over k^{s}}=z+{z^{2} \over 2^{s}}+{z^{3} \over 3^{s}}+\cdots }
هذا التعريف صالح للرتبة المركبة الاختيارية s ولجميع المداخل المركبة z ذات |z| < 1؛ يمكن أن يمتد إلى |z| ≥ 1 من خلال عملية الامتداد التحليلي. (هنا يُفهم المقام ks على أنه exp(s ln k)). تتضمن الحالة الخاصة s = 1 اللوغاريتم الطبيعي العادي، Li1(z) = −ln(1−z)، بينما تسمى الحالات الخاصة s = 2 و s = 3 ثنائي اللوغاريتم (Dilogarithm) (يشار إليه أيضًا باسم دالة سبنس Spence) و ثلاثي اللوغاريتمات (Trilogarithm) على الترتيب. يأتي اسم الدالة من حقيقة أنه يمكن تعريفها أيضًا على أنها تكامل متكرر لنفسها:
{\displaystyle \operatorname {Li} _{s+1}(z)=\int _{0}^{z}{\frac {\operatorname {Li} _{s}(t)}{t}}dt}
وبالتالي فإن متعدد اللوغاريتمات هو تكامل دالة تتضمن اللوغاريتم، وما إلى ذلك. بالنسبة للرتب الصحيحة السالبة s، فإن متعدد اللوغاريتمات هو دالة كسرية.